# Georg Brandt
Pour les articles homonymes, voir Brandt.
Georg Brandt (26 juin 1694 – 29 avril 1768) était un chimiste et minéralogiste suédois qui découvrit le cobalt en 1735, alors qu'il essayait de prouver que le bismuth n'était pas le seul élément qui pouvait être utilisé pour colorer le verre. Il devint ainsi la première personne depuis la préhistoire à identifier un métal inconnu.